# Adolph Emmerling
Adolph Emmerling (* 13. Juni 1842 in Freiburg im Breisgau; † 17. März 1906 in Baden-Baden) war ein deutscher Agrikulturchemiker.

## Leben
Emmerling, Sohn eines Druckereibesitzers, studierte Chemie an der Universität Freiburg im Breisgau, promovierte dort 1865 und arbeitete anschließend mehrere Jahre als wissenschaftlicher Assistent in chemischen Universitätslaboratorien. Während seines Studiums wurde er Mitglied der Burschenschaft Allemannia Heidelberg. Von 1870 bis zu seinem Tode war er Leiter der Landwirtschaftlichen Versuchsstation Kiel. Einer seiner Mitarbeiter war Gustav Loges. 1874 habilitierte er sich an der Universität Kiel mit der Schrift „Beiträge zur Kenntnis der chemischen Vorgänge in der Pflanze“ für das Fachgebiet Agrikulturchemie. 1882 wurde ihm der Titel eines Professors verliehen.
Emmerling hat eine Vielzahl von praxisnahen Anbau- und Düngungsversuchen mit Getreide und Kartoffeln durchgeführt, deren Ergebnisse er vor allem im „Landwirtschaftlichen Wochenblatt für Schleswig-Holstein“ und in der Zeitschrift „Die landwirtschaftlichen Versuchs-Stationen“ veröffentlichte. In einer 1895 erschienenen Festschrift der Kieler Versuchsstation gibt er einen ausführlichen Gesamtüberblick über seine Tätigkeit.

## Schriften
- Agrikultur-chemische Untersuchungen, Versuche und Analysen mit besonderer Berücksichtigung Schleswig-Holsteinischer Landesverhältnisse. Eine Festschrift gewidmet den Schleswig-Holsteinischen Landwirthen als ein Rückblick auf die fünfundzwanzigjährige Thätigkeit der agrikultur-chemischen Versuchs-Station zu Kiel. Kiel 1895.
- Beiträge zur Kenntnis der Dauerweiden in den Marschen Norddeutschlands (gemeinsam mit C. A. Weber). Verlag Paul Parey Berlin 1901 = Arbeiten der Deutschen Landwirtschafts-Gesellschaft H. 61.